# Antriebsstörung
Antriebsstörung ist ein Fachbegriff für ein Symptom in der klinischen Psychologie. Unter Antrieb versteht man die Fähigkeit zur zielgerichteten Aktivität, was Voraussetzung jeder höheren psychischen Leistung ist. Antriebsstörung ist ein Oberbegriff und kann gesteigerten oder verminderten Antrieb beinhalten.

## Formen der Antriebsstörung
Der Begriff Antriebsstörung beinhaltet die folgenden Ausprägungen (AMDP-System):
- Antriebsschwäche: Eine Antriebsschwäche (auch Antriebshemmung) ist eine Minderung des Antriebs. Nicht verwechselt werden darf die Antriebsschwäche mit Müdigkeit, auch wenn sich Antriebsschwäche und Müdigkeit gegenseitig verstärken. Ein Mensch mit Antriebsschwäche ist nahezu unfähig, aus eigenem Antrieb heraus etwas zu tun.
- Antriebssperrung: Als Antriebssperrung wird das völlige Einstellen von körperlicher und geistiger Aktivität bezeichnet.
- Antriebssteigerung: Der Antrieb, etwas zu tun, kann auch krankhaft gesteigert sein (siehe Hyperaktivität).

## Krankheiten mit Antriebsstörungen
Es gibt zahlreiche psychische Störungen, die mit Antriebsstörungen einhergehen.
- Antriebsschwäche ist ein Leitsymptom der Depression. Bei schwersten Depressionen kann der Antrieb bis hin zum Stupor reduziert sein. Agitierte Depressionen gehen dagegen manchmal mit einem gesteigerten Antrieb einher.
- Bei manischen Störungen ist ein gesteigerter Antrieb eines der Leitsymptome.
- Auch bei bipolaren Störungen und bei Demenzen und Hirnschädigungen verschiedener Art ist der Antrieb oft gestört.
- Bei Psychosen wie der Schizophrenie kommt in ihren unterschiedlichen Phasen und Ausprägungen sowohl Antriebssteigerung als auch Antriebsminderung vor. Ein gesteigerter Antrieb ist typisch für die maniforme Schizophrenie und die organische Psychose. Bei der katatonen Schizophrenie ist der Antrieb dagegen gesperrt.[1][2]

## Behandlung
Die Behandlung der verschiedenen Ausprägungen der Antriebsstörung erfolgt leitliniengerecht durch die Behandlung der zugrundeliegenden Erkrankung mittels Psychotherapie und/oder Psychopharmaka.

## Abzugrenzende Begriffe
Von den psychologischen Fachbegriffen der Antriebsstörung abzugrenzen sind ähnlich klingende Begriffe wie Antriebslosigkeit, Antriebsmangel und Antriebsarmut, mit denen umgangssprachlich Erschöpfung, Müdigkeit und Lustlosigkeit beschrieben werden. Auch solche Begriffe wie Antriebsüberschuss sind keine psychologischen Fachbegriffe, sondern umgangssprachliche Umschreibungen für Vorfreude und Energie.